# Zoltán Balczó

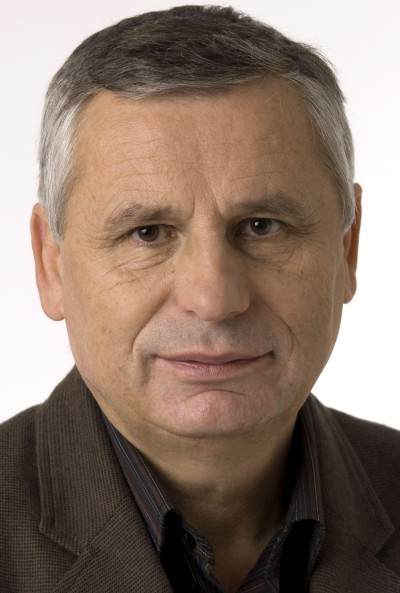
Zoltán Balczó

Zoltán Balczó (* 1. Januar 1948 in Nyíregyháza) ist ein ungarischer Politiker der rechtsextremen Partei Jobbik.

## Leben
Sein älterer Bruder ist der Sportler András Balczó. Balczó studierte an der Technischen und Wirtschaftswissenschaftlichen Universität Budapest. Balczó war von 2009 bis Oktober 2010 Abgeordneter im Europäischen Parlament. Für ihn rückte als Abgeordneter im Europäischen Parlament Béla Kovács nach. Seit 2010 ist Balczó stellvertretender Parlamentssprecher im ungarischen Parlament.